# (486170) Zolnowska
(486170) Zolnowska – planetoida z pasa głównego asteroid okrążająca Słońce w ciągu 4,05 roku w średniej odległości 2,54 au. Została odkryta 10 grudnia 2012 roku przez Michała Kusiaka i Michała Żołnowskiego. Została odkryta w ramach poszukiwań prowadzonych zdalnie sterowanym teleskopem znajdującym się w północnych Włoszech. Asteroida ma średnicę około 2 km.
Nazwa planetoidy pochodzi od Marty Żołnowskiej, która jest neurologiem dziecięcym w Krakowie, specjalizującym się w leczeniu lekoopornych padaczek. Przed jej nadaniem planetoida nosiła oznaczenie tymczasowe 2012 YX2.